# Мак, Келли
Келли Мак (англ. Kelley Mack, 10 июля 1992, Цинциннати, США — 2 августа 2025, Цинциннати, США) — американская актриса. 

## Биография
Родилась 10 июля 1992 года в городе Цинциннати штата Огайо.
В семье двое младших братьев и сестёр, включая актёра Паркера Мака. Наиболее известна по роли Эдди в 9 сезоне сериала «Ходячие мертвецы» (2018–2019). Также снималась в телесериалах «9-1-1», «Медики Чикаго» и в других работах.
Скончалась 2 августа 2025 года на 34-м году жизни в Цинциннати от глиомы центральной нервной системы.

## Выборочная фильмография
- «Ходячие мертвецы» — Эдди (9 сезон, 2018–2019)
- «9-1-1» (телесериал)
- «Медики Чикаго» (телесериал)